# Oksana Nagornych
Oksana Siergiejewna Nagornych (ros. Оксана Сергеевна Нагорных; ur. 5 września 1991) – rosyjska zapaśniczka walcząca w stylu wolnym.  Srebrna medalistka uniwersyteckich mistrzostw świata z 2014. Wicemistrzyni Europy juniorów w 2011. Mistrzyni Rosji w 2013, druga w 2014, a trzecia w 2015 roku.